# 桑杰扎西
桑杰扎西（藏語：སངས་རྒྱས་བཀྲ་ཤིས་，威利转写：sangs rgyas bkra shis，？—1414年），清朝文献译为“桑儿加查实”，人称海喇嘛，藏族，今西藏自治区洛扎县卓垅人，藏传佛教噶玛噶举派高僧。

## 生平
桑杰扎西在元朝至正年间生于卓垅（又作“卓窝垅”）。元朝统治者独尊藏传佛教萨迦派。当时在西藏的佛教各派中，惟一可与萨迦派争衡的教派便是噶举派。元朝末年，正值萨迦派、噶举派在朵麦地区盛行，卓窝垅巴桑杰扎西依噶举派上师让琼多杰授记，从西藏山南的卓窝垅来到青海湖海心山上修行。桑杰扎西是噶举派祖师玛尔巴・却吉洛追的后裔，又是其世传弟子。桑杰扎西在青海湖海心山修行多年，修得“大手印法”，声名远播，周边地区的民众称他为“大成就者海心仙人”。他平时骑乘的一头无抵角的白牦牛（藏语称“俄嘎果热”）也被民众美化为佛教中代表吉祥的白象。据藏文史料载，桑杰扎西修行得道后，骑白象云游各地，因而被称为“白象大师”（藏语称“浪嘎哇”）。
明朝洪武三年（1370年），明朝军队西进甘肃、青海。明朝朝廷对西北地区的蒙古族、藏族地方势力实行“招抚”，故大批请降者被委以卫、所官职。但也有部分蒙古族、藏族部族率部抗击明军。战乱之际，在海心山居住的桑杰扎西及其侄三丹罗追率其卓窝垅部族迁居碾伯南山地区（即今乐都县南山瞿昙寺地区）。桑杰扎西仍静心修行，在官隆洞打坐，将俗务交由其侄三丹罗追办理。三丹罗追便是三罗喇嘛（《明史稿》中称为“西宁番僧三刺”）。当桑杰扎西、三丹罗追叔侄及其部族迁居碾伯南山之后，明朝朝廷暗中派使者赴碾伯南山地区争取环湖诸部归服。桑杰扎西叔侄遂致信罕东诸部，劝其归顺明朝。不久，罕东诸部果然归顺了明朝。桑杰扎西、三丹罗追叔侄由此为明朝立下功劳，受到明朝的关注。
永乐十二年（1414年），桑杰扎西圆寂。
《安多政教史》对桑杰扎西有详细记述。值得注意的是，《明史》作者所称的“海喇嘛桑儿加査实”，实为《安多政教史》所讲之桑杰扎西。然而当代一些学者不察，将桑杰扎西和其侄子三丹罗追混淆合一，说成“三喇又名海喇嘛桑儿加査实”，实属错误。